# Jocelyne Jocya
Jocelyne Jocya, del seu veritable nom Jocelyne Taulère ('Teulera'), nada al Pertús (Rosselló), 7 de gener de 1942 — West Hollywood, Califòrnia, 18 d'agost de 2003), va ser una cantant, autora, compositora, intèrpret francesa de parla catalana. Fou activista pels drets dels nens.

## Biografia
Nascuda en una família d'hotelers del Pertús, després dels estudis al liceu Bon Secours de Perpinyà, començà la carrera a l'edat de 17 anys participant en un concurs de talents a França, titulat Les Nº 1 de demain, a l'Olympia.
Als 14 anys son pare li demanà què li agradaria de rebre com a present de Nadal i ella no dubtà: volia una guitarra. Havien començat les sessions de música familiars, amb els companys, al col·legi de monges. Anualment Jocelyne passava un mes a Anglaterra per estudiar l'anglès. Tenia 15 anys. Peter Duncan, famós realitzador de la televisió, la sentí cantar en una reunió privada i decidí de presentar-la en el seu programa "In town tonight". És la primera aparició pública de Jocelyne Jocya. A 16 anys va fer un sojorn a París, on continuà els estudis de llengües (anglès, italià, castellà i hebreu). Va representar França en un festival a Moscou i després, animada pels amics, prengué part en el concurs de la cançó a l'Olympia, on cantava com a vedet Edith Piaf.
Hi presentava una cançó desconeguda a França: Bon voyage, i guanyà el primer premi. Era el 19 de març de 1958, data que marca el veritable començament de la seva carrera artística. Tres anys després guanyà, també a l'Olympia el Coq d'Or de la chanson française, i començà les llargues gires musicals (França, Anglaterra, Bèlgica, Alemanya, Suïssa, Grècia, Turquia, Portugal, Israel, Amèrica del Nord, sense oblidar una breu estada a Barcelona).
A l'Amèrica del Nord conegué Barbra Streisand i Burt Bacharach. El contacte amb la famosa cantant i el famós autor l'ajudaren molt artísticament. A l'abril del 1965, juntament amb Jacques Brel i el cantant americà Neil Sedaka, tornà a Israel. A Tel-Aviv conegué Frank Sinatra, que li demanà de traslladar-se novament als EUA, on desitjava presentar-la personalment. Als Estats Units va produir musicals, com French Feelings i French Dressing, en homenatge a Josephine Baker. El 1981, a Califòrnia, obrí un music hall, «La Rose Tattoo». Fou admirada per Nina Simone, Maria Callas, Dalí, Brigitte Bardot, Sammy Davis, Jacqueline Kennedy...
Mentre la cançó ye-yé començava a perdre posicions, Jocelyne Jocya tornava a París, fidel a les cançons que portava al cor. Amb Edigsa enregistrà un disc en la seva llengua materna, el català, en què s'incloïen el seu èxit Bon viatge, dues cançons angleses de moda, de gran bellesa melòdica i força interpretativa, i una cançó que com a rossellonesa, cantava amb alegria, La sardana, cançó moderna que evoca l'aire de la tradicional dansa catalana.
La seva interpretació de la cançó Bon voyage li permeté de guanyar un cotxe, un contracte d'enregistrament, i l'atenció d'Édith Piaf, que presidia el concurs. El seu enregistrament de Bon voyage, del qual vengué milions d'exemplars al món, la propulsà al capdavant de l'escena. Esdevingué la protegida de Piaf i després assolí tres vegades el premi del Coq d'Or de la chanson française.
L'any 1988 Jocelyne Jocya creà la Fundació per a la Declaració dels Drets dels Infants, una organització no governamental per als drets dels nens.
Morí a l'edat de 61 anys, d'un càncer del pit. És enterrada al Pertús.

## Discografia
- 1958: Bon Voyage
- 1958: Les Gitans - Vol. 2
- 1958: Le Coq de la chanson française (compilation)
- 1958: Chanson Parade Vol. 1 (compilation)
- 1959: Pour peu qu’on m’aime - Vol. 3
- 1960: Notre concerto - Vol. 5
- 1960: N° 20 (sonorama)
- 1960: L'Arlequin de Tolède - Vol. 4
- 1961: Ton Adieu
- 1962: La Plus Haute Colline
- 1963: Tout se sait un jour
- 1964: Il ne fallait pas
- 1966: Jocelyne Jocya - Canta en català
- 1967: Comme les autres
- 1970: Douya Douya
- 1980: Si tous les je t’aime